# Grand Royal Stadium
Das Grand Royal Stadium ist ein Fußballstadion in Taungoo in der Bago-Region in Myanmar. Es wird als Heimspielstätte des Fußballvereins Hanthawaddy United genutzt. Die Anlage hat eine Kapazität von 4000 Personen.